# Справа Гниличок
Справа Гниличок або Процес Ольги Грабар — політичний та релігійний скандал, який стався в Галичині в перші місяці 1882 року.

Наприкінці грудня 1881 року 129 селян, мешканців села Гнилички Малі, перейшли з греко-католицької релігії в православ'я. Мотивом прийняття цього рішення стала суперечка з їхнім парафіяльним священиком та бажання отримати окрему греко-католицьку парафію. Вони не знали про наслідки зміни релігії, навіяні провідним москвофільським активістом о. Іваном Наумовичем. Однак політичний характер навернення був швидко виявлений, і рішення про зміну релігії було відкликано.
Навернення Гниличок спонукало австрійську владу до рішучих кроків проти русофільського руху загалом. На думку дослідників проблеми, австрійські політики з тривогою спостерігали за розвитком російського панславізму, а коли австрійсько-російські відносини погіршились, вони вирішили використати все це як привід для ліквідації руху, що сприяв об'єднанню Галичини з Росією. О. Наумовича та ще групу з дев'яти прибічників звинуватили у державній зраді, шпигунстві та порушенні громадського порядку. Ці твердження були явно перебільшеними і, на думку істориків, вони перевищували реальні можливості підсудних. Зрештою, мабуть, завдяки тиску російської дипломатії, суд закінчився м'якими вироками лише за порушення громадського порядку.